# Marugán
Marugán es un municipio de España, en la provincia de Segovia, comarca de la Campiña Segoviana, comunidad autónoma de Castilla y León. Tiene una superficie de 28,99 km² con una población de 763 habitantes y una densidad de 26,32 hab./km².

## Toponimia
Marugán puede derivar del nombre propio de origen árabe Marguan, Maruan, Marouane, Merouane, Mervan o Merwan, cuya etimología es incierta. Uno de sus significados puede ser fragante como la mirra, y otro puede ser roca o cuarzo. 
El nombre aparece en otros topónimos como "Llano de San Marugán", en Portillo (Valladolid), o "Pago de Marugán", en Atarfe (Granada).
Según una interpretación basada en el euskera, significaría “sobre el helecho”, de -aro, -garo, “helecho”, y –gan-, “encima”, con M protética, algo que no tendría mucho sentido en esta área geográfica, poco propicia para los helechos.

## Geografía
| Noroeste: Sangarcía, Cobos de Segovia | Norte: Sangarcía | Noreste: Marazoleja                                                                     |
| Oeste: Bercial, Muñopedro             |                  | Este: Marazoleja, enclave de Allas de San Pedro (Juarros de Riomoros), Lastras del Pozo |
| Suroeste: Villacastín                 | Sur: Monterrubio | Sureste: Lastras del Pozo                                                               |

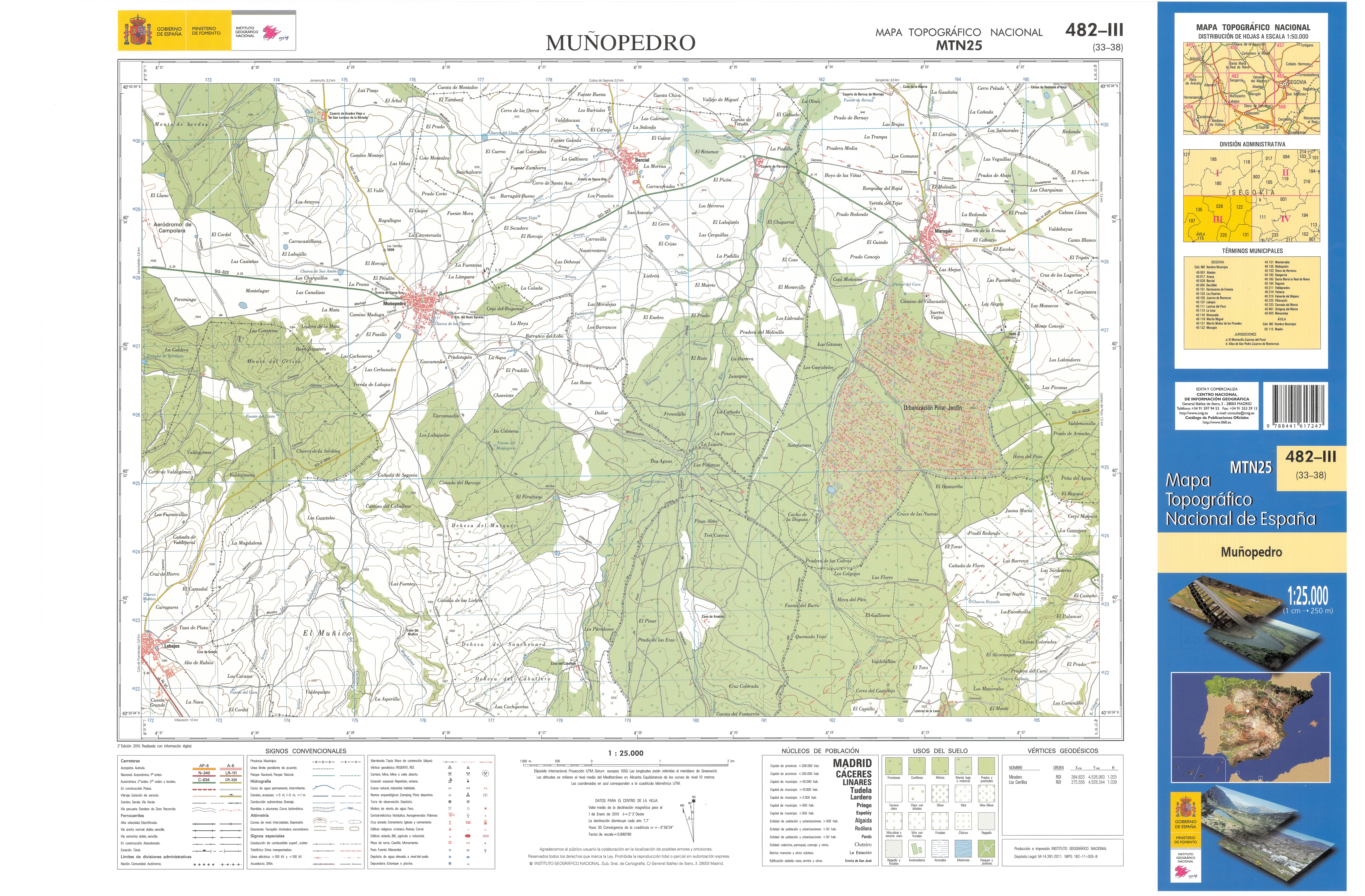
Fragmento de la hoja 482 del Mapa Topográfico Nacional de España de 2010 en el que se representa parte de Marugán

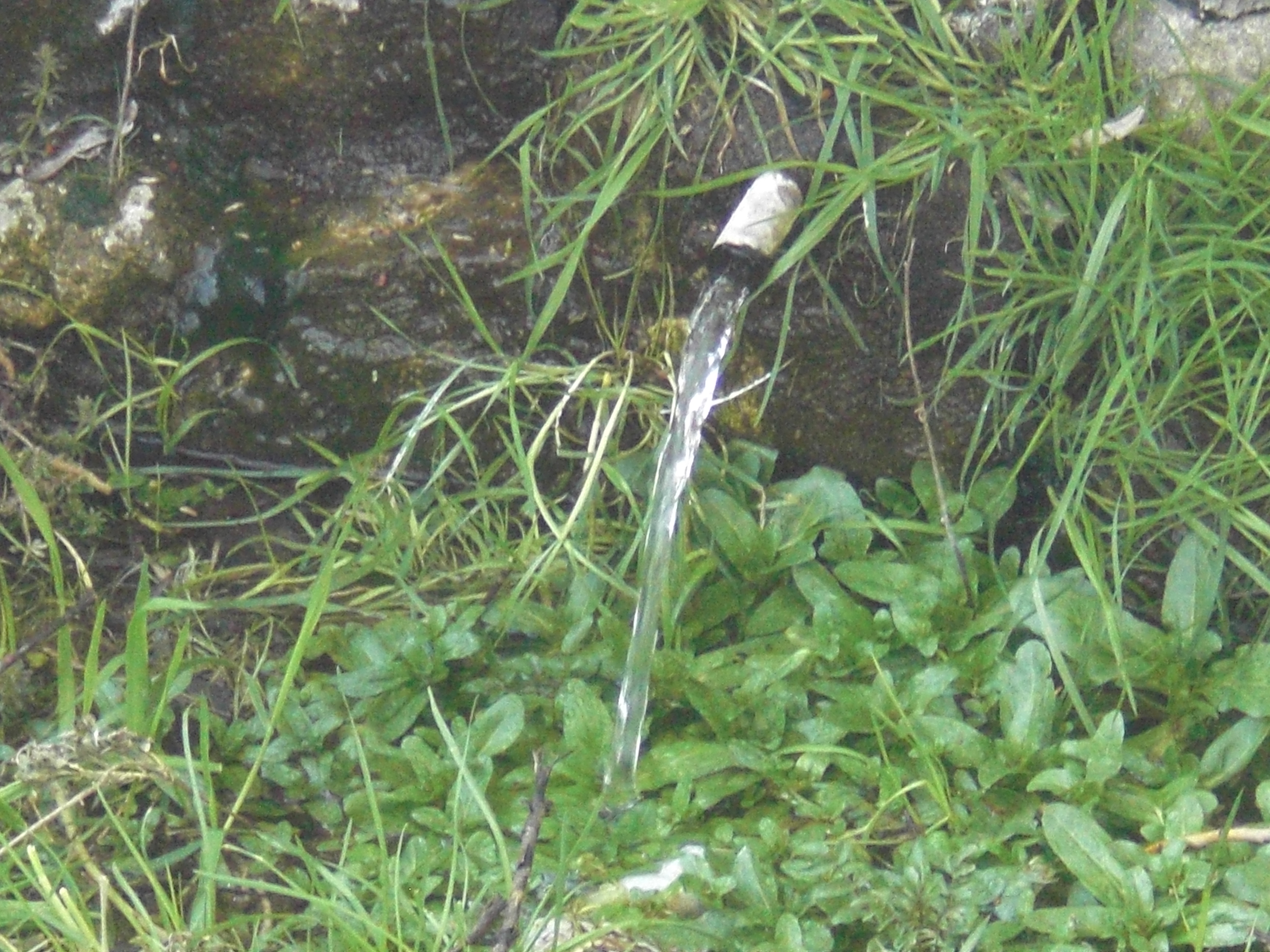
Manantial El Caño

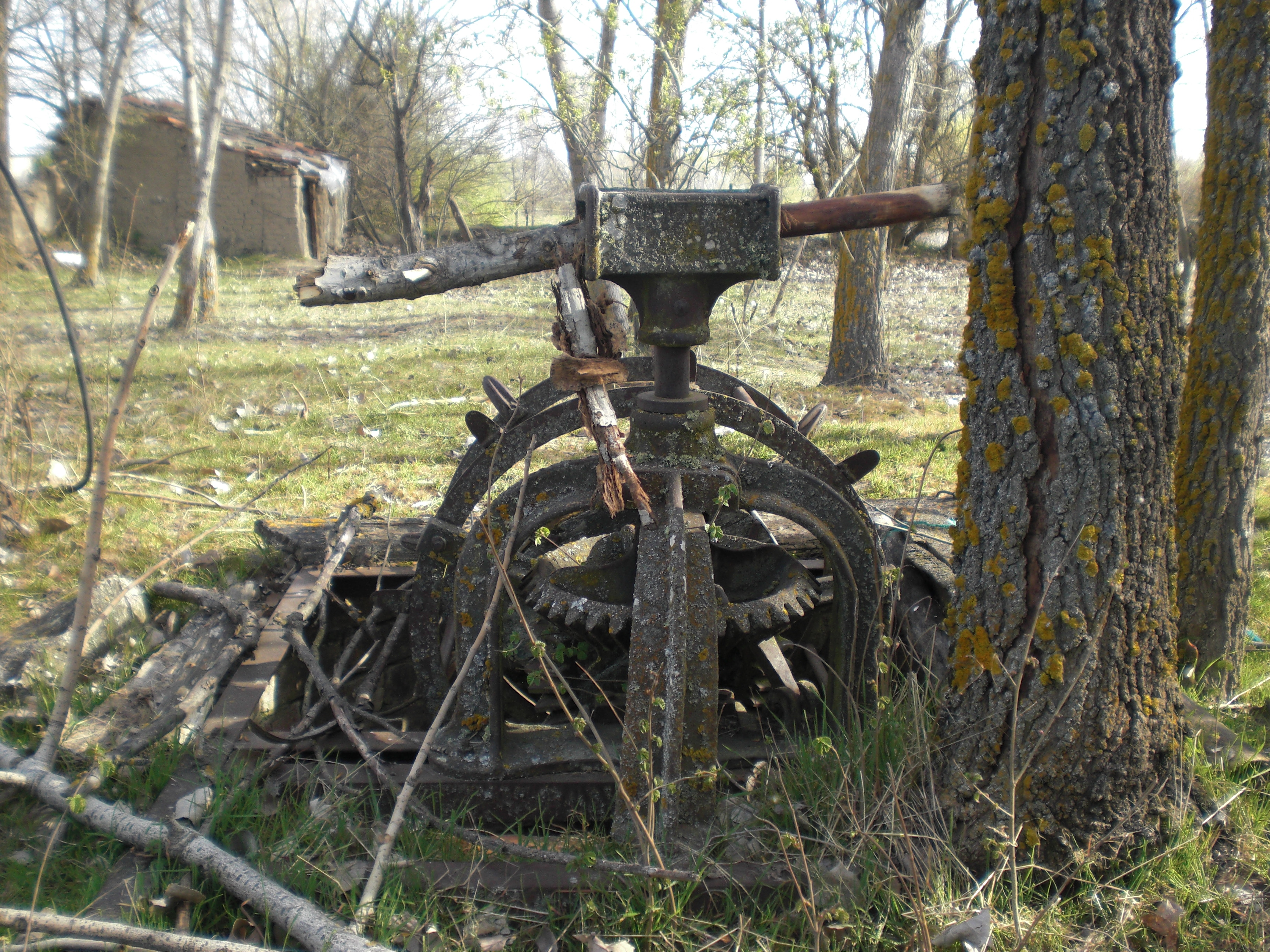
Noria de tipología árabe

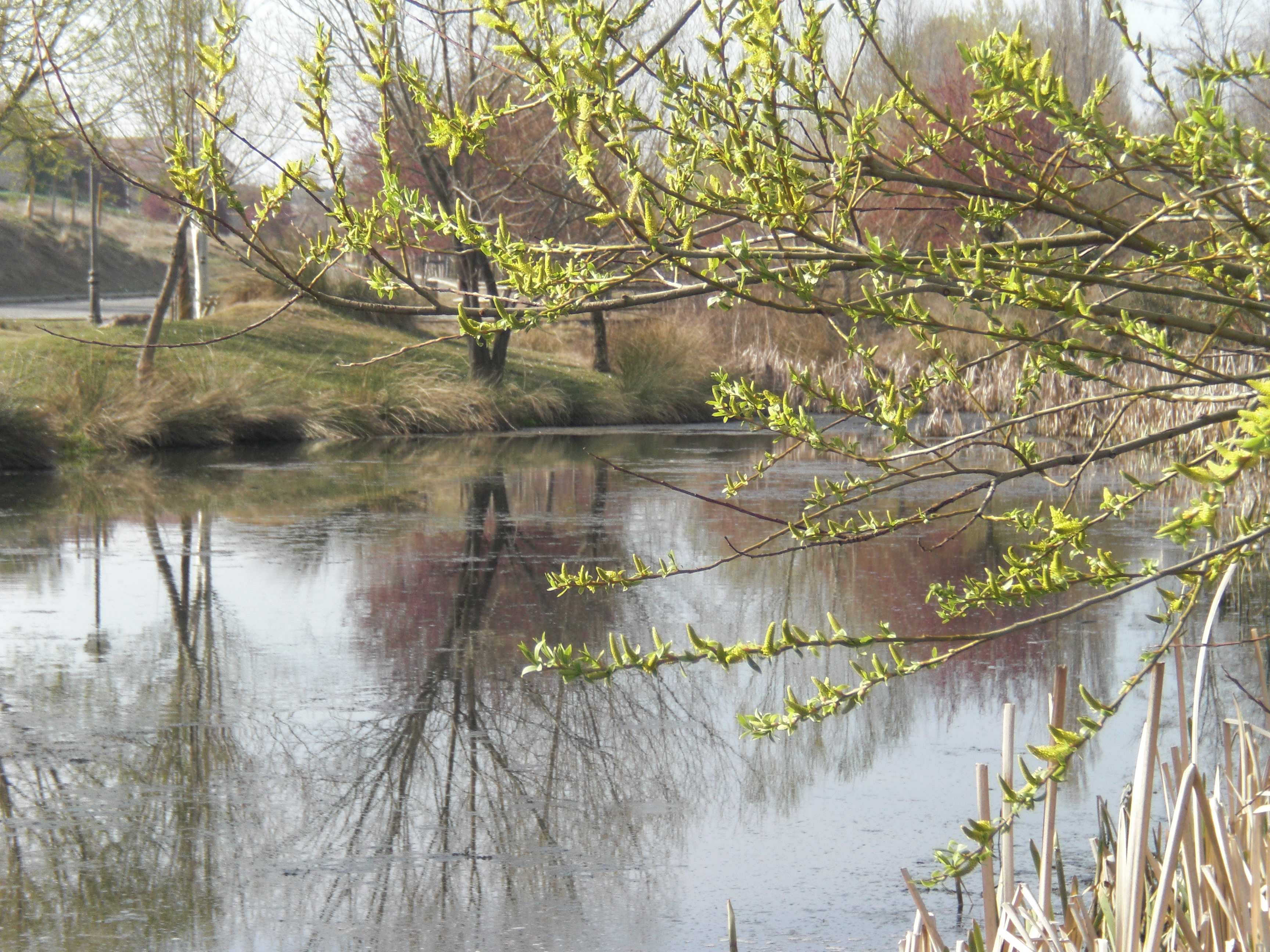
Charca de las tencas en el parque recreativo Virgen de la Salud

Es un pequeño pueblo embebido en bosques de pinos, encinas, chopos y fresnos.

### Clima
Su clima es mediterráneo templado, presente en la mayoría de la provincia, a excepción del pie de monte y zona de la sierra. Las características de este clima son:
Temperatura media: De 10 a 20 °C
Precipitaciones medias anuales: 350 – 850 mm
Evapotranspiración potencial (ETP): 700 – 900 mm
Periodo seco: dura de 2 a 5 meses

### Hidrografía
La abundancia de agua queda reflejada, no sólo en los ríos que cruzan el término, sino también en el gran número de pozos y fuentes repartidas por toda su extensión y que dan testimonio de la cantidad de corrientes subterráneas que tiene el subsuelo de Marugán y que afloran como manantiales. En dicho término, en zona de pinar, en el paraje conocido como “Fuente del Cura”, nace el arroyo Santa Cecilia para morir en la cotera de Redonda, aportando su caudal al río Zorita.
El río Zorita nace en tierras de Villacastín; a su paso por Marugán forma una vega repleta de choperas y fresnedas, continuando su camino hasta desembocar en el río Moros. Este último no pasa por el municipio pero lo acaricia. Sus aguas son aprovechadas para diferentes fines: uso urbano, agrícola y piscicultural. Además, en la zona de Siete Fuentes se creó un lago artificial para pesca deportiva.

## Historia
La villa formó parte de la Comunidad de Ciudad y Tierra de Segovia. Fue un lugar de realengo y se hallaba bajo la jurisdicción de la Abadía de Santa María Real de Párraces desde 1186. Los primeros monjes fueron agustinos, y cuando los jerónimos llegaron en 1562, el municipio intentó independizarse de la abadía, para lo que mantuvo un gran número de juicios con su comunidad.
La Guerra de la Independencia Española en el siglo XIX perjudicó a toda la zona de Parraces, y el municipio no quedó exento. En el camino que unía Valladolid con Madrid, se levantaron campamentos franceses. Cerca de ella estaban los campamentos de Labajos, Villacastín y El Espinar. Por el tratado de Fontainebleau firmado en octubre de 1807, España tenía que abastecer a las tropas francesas. Marugán, junto con otros pueblos de la zona, se convierte en despensa del ejército francés. La debilitada economía del reinado de Carlos IV de España no podía hacerse cargo del pago del abastecimiento a los soldados, estos, por lo tanto, tomaban comida, bebida, leña, grano, etc, donde podían y por la fuerza. Estos acontecimientos dejaron empobrecido a todo el pueblo y sumido en el hambre y la miseria.
En 1837, con la desamortización de Mendizábal, se produjo el final de la abadía y por tanto el municipio dejó de depender de ella.
Dentro de los acontecimientos más destacados del siglo XX en el municipio destacan dos: el primero fue una función religiosa de acción de gracias en honor de la Virgen de la Salud, celebrada en 1940 por considerar a la imagen como protectora del municipio, en el que no falleció ningún soldado en el frente. Fue organizada por Celso Sastre Prieto, que durante la contienda bélica estuvo del lado del bando sublevado contra la legalidad republicana, como Capellán Castrense en el Batallón 164 del Regimiento de Toledo. Los vecinos y excombatientes secundaron la convocatoria, que fue conocida como “Fiesta Bonita”. Esta efeméride congregó a gentes de los pueblos de alrededor. Hubo baile, partidos de pelota y un desfile de soldados ante la imagen de la Virgen.
La otra fecha memorable fue la del 10 de octubre de 1976, en la que, sin haber sido instaurada la democracia, el municipio celebró el primer festival reivindicativo de lo que entonces era la región de Castilla la Vieja. “Por Castilla” se iba a llamar en un principio, pero terminaría llamándose “Fiesta de los pueblos segovianos” a fin de conseguir los permisos desde el Ministerio de la Gobernación.

## Demografía
Cuenta con una población de 763 habitantes (INE 2024).
| Gráfica de evolución demográfica de Marugán entre 1842 y 2021                                                         |
| |
| Población de derecho según los censos de población del INE. Población de hecho según los censos de población del INE. |

### Inmigración
En los últimos años, la población de Marugán se ha visto reforzada por la inmigración, figurando censados en el municipio en el año 2010 un total de 66 personas pertenecientes a diferentes países. El continente representado con mayor número de individuos es Europa, que cuenta con 45 habitantes. El segundo lugar de procedencia es América, que cuenta con una población de 16 habitantes, en su mayoría procedentes de países de América Latina. En tercer y último lugar aparece representado el continente africano con 5 habitantes, de los cuales 4 proceden de Marruecos.

## Símbolos
El escudo heráldico que representa al municipio se blasona de la siguiente manera: 

«Escudo medio cortado y partido. Primero de sinople con un báculo abacial de oro, puesto en palo; cortado de azur con la cruz mozárabe llamada de Alfonso VI, en sus colores. Segundo, de gules de un acueducto de dos órdenes, mazonado de sable y puesto sobre diez peñascos de plata. Timbrado de la Corona Real Española.»
Boletín Oficial de Castilla y León nº 98/1998 de 27 de mayo de 1998

La descripción textual de la bandera es la siguiente:

«Bandera cuadrada, de proporción 1:1, fajada de azul, amarillo y azul, con el Escudo Municipal en el centro, en sus colores.»
Boletín Oficial de Castilla y León nº 98/1998 de 27 de mayo de 1998

## Administración y política

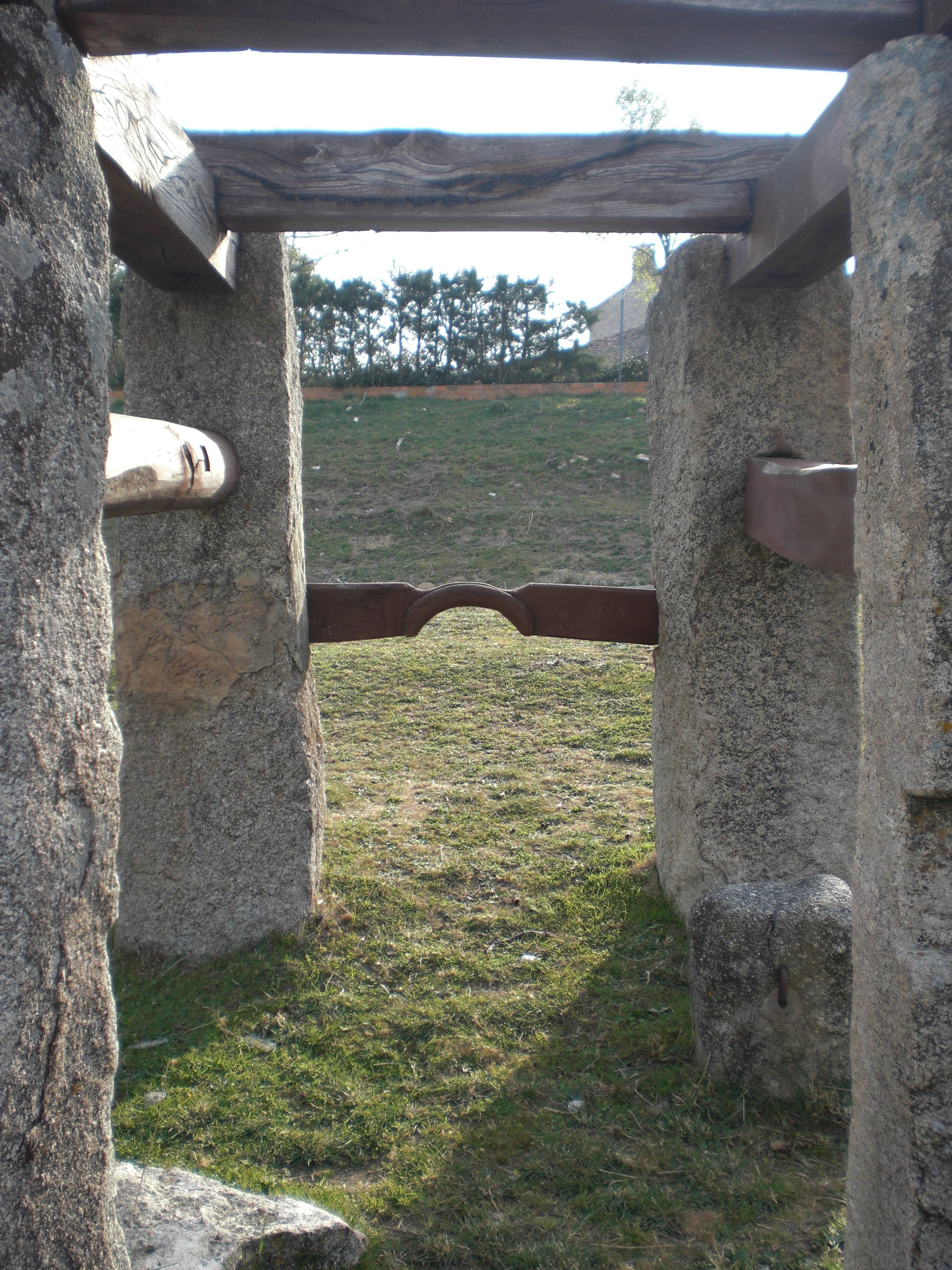
Antiguo potro de herrar en Marugán

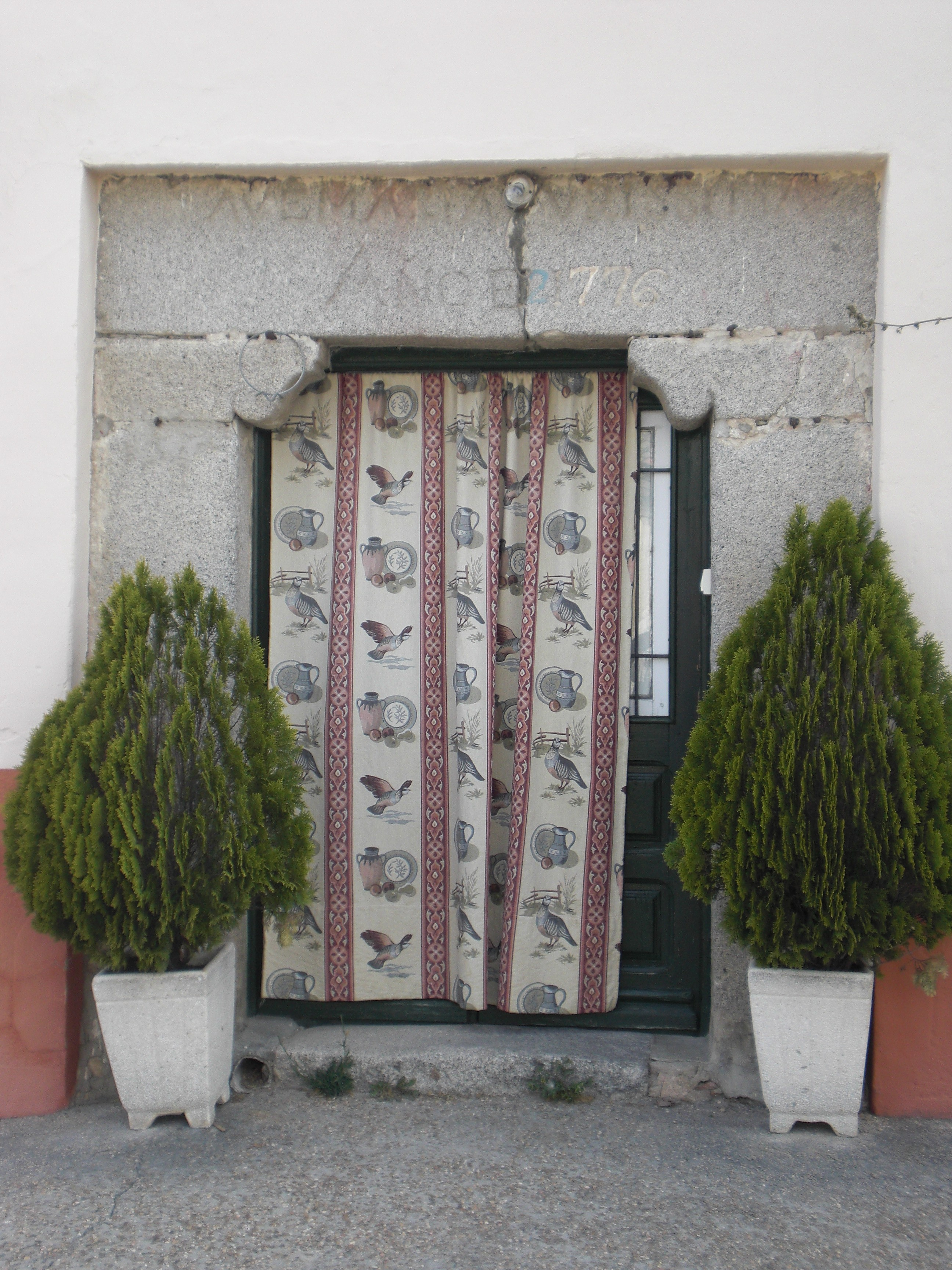
Portada adintelada en granito con inscripciones del siglo XVIII

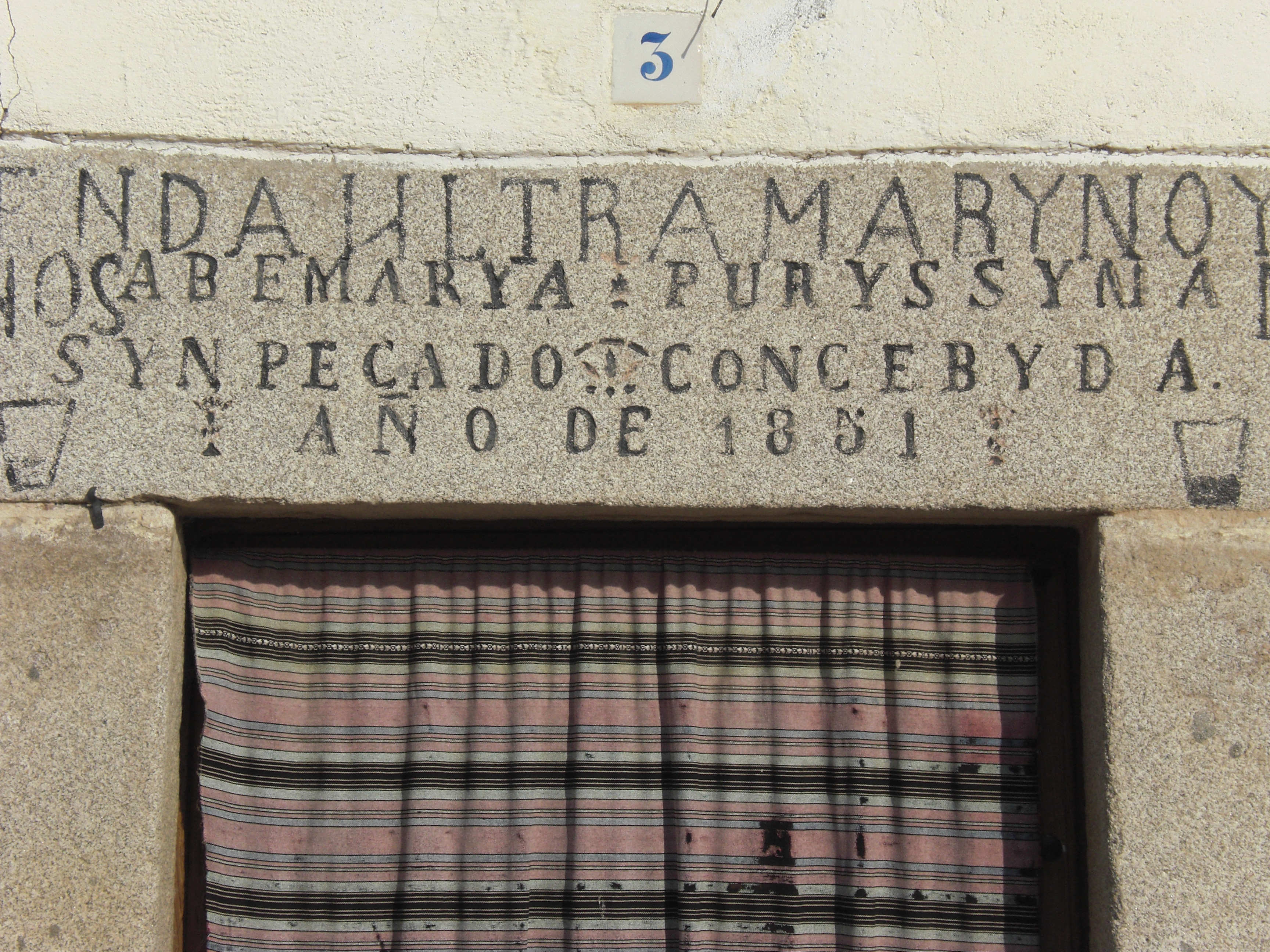
Dintel con inscripciones grabadas del (Marugán)

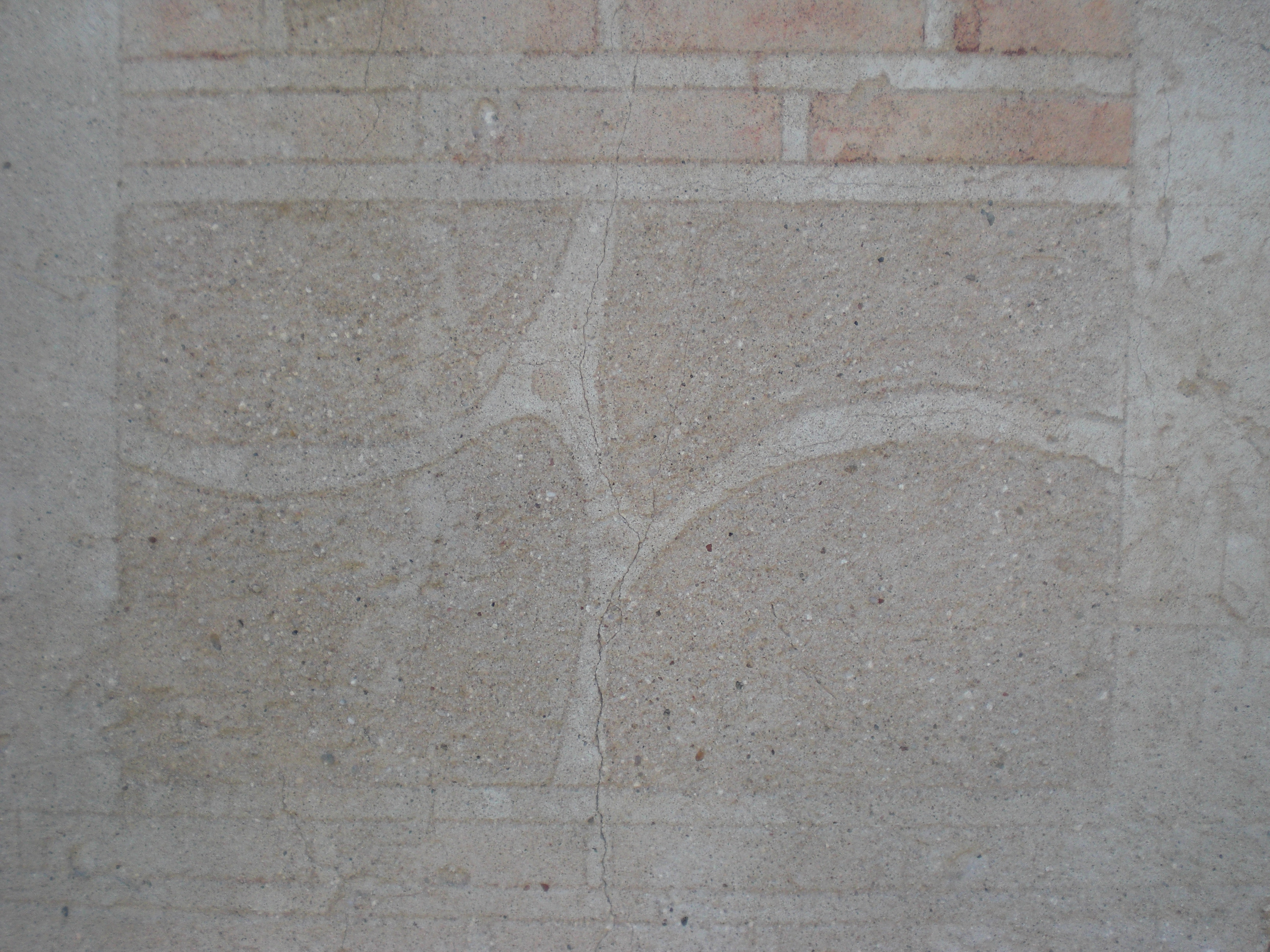
Esgrafiado que se puede encontrar en las ruinas de Bernuy (Marugán)

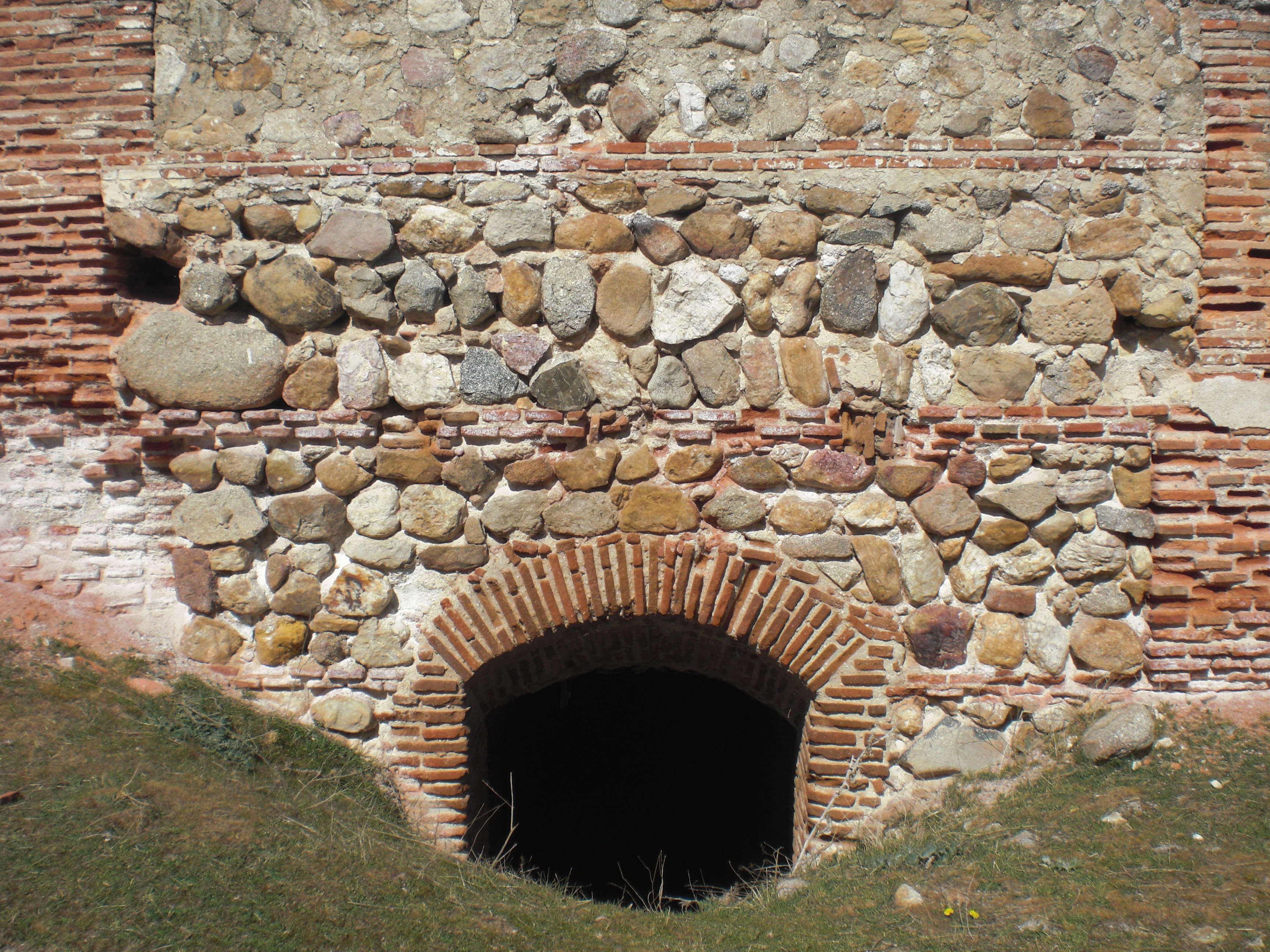
Ruinas de Bernuy (Marugán). Entrada a la bodega con arco y jambas en ladrillo macizo de tejar. Muro con bastiones del mismo ladrillo (opus testaceum) y entrepaños con verdugados y aparejo de cantos rodados (opus caementicium)

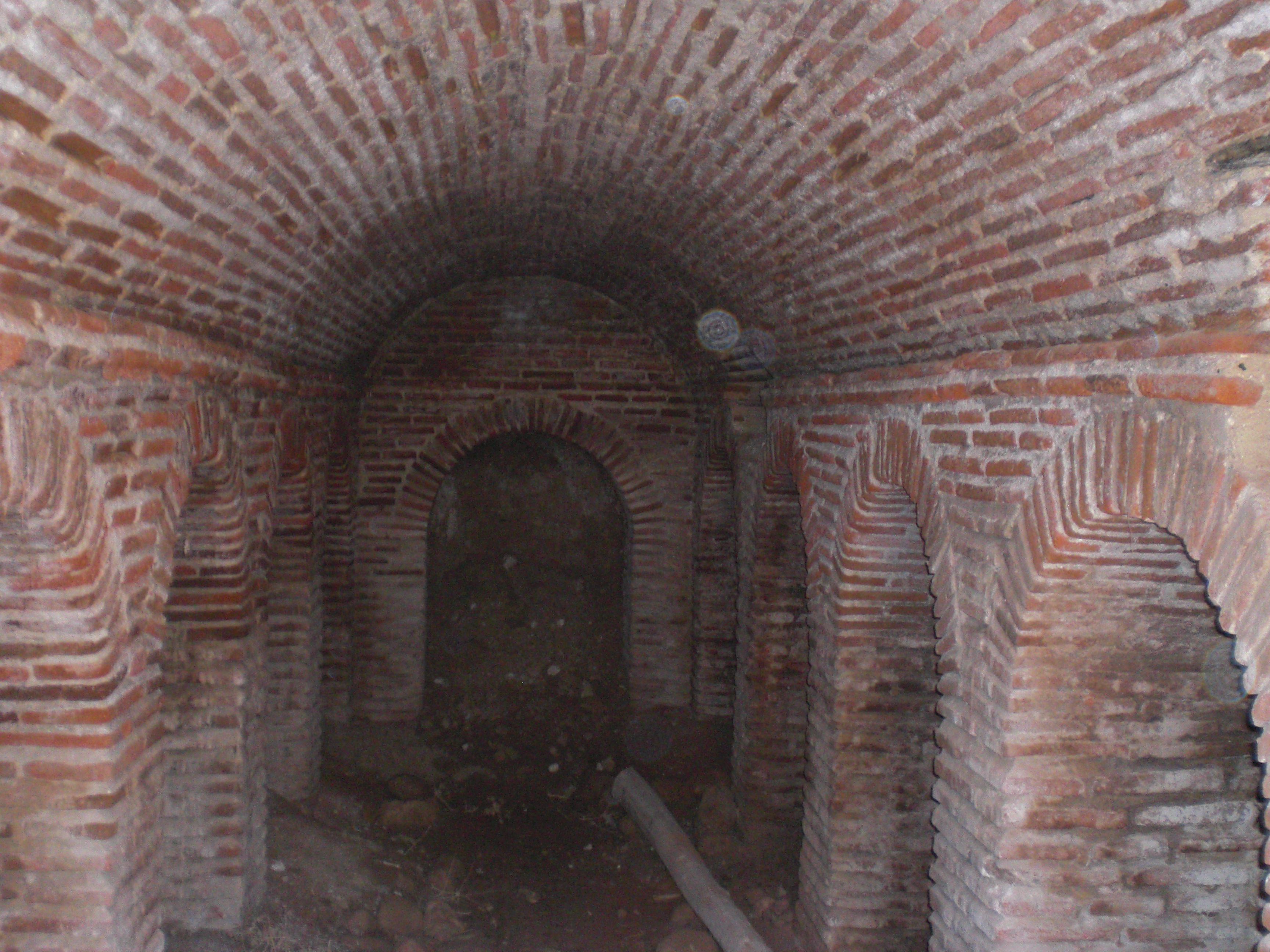
Bodega subterránea con bóveda, muros, arcos de medio punto y pilares en ladrillo. Ruinas de la granja de Bernuy de Párraces (Marugán)

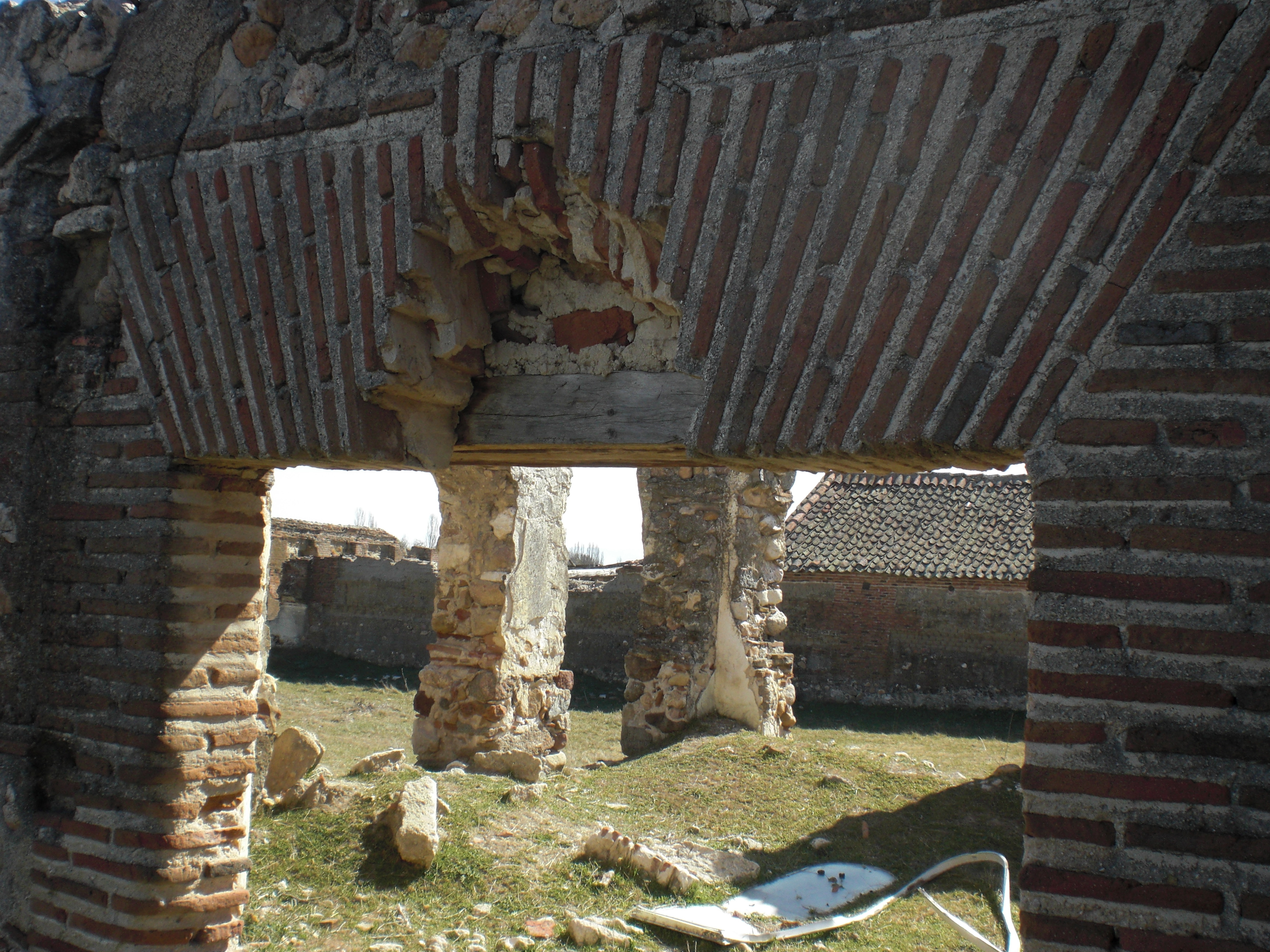
Puerta con dintel en ladrillo (Bernuy, en Marugán)

| Periodo   | Nombre | Partido |
| --------- | --- | ------- |
| 1979-1983 | Luis Fuentes Caro | UCD     |
| 1983-1987 | Luis Fuentes Caro | CP      |
| 1987-1991 | Luis Fuentes Caro | PDP     |
| 1991-1995 | Luis Fuentes Caro | PP      |
| 1995-1999 | Luis Fuentes Caro | PP      |
| 1999-2003 | Luis Fuentes Caro | PP      |
| 2003-2007 | Luis Fuentes Caro | PP      |
| 2007-2011 | Luis Fuentes Caro | PP      |
| 2011-2015 | Julián Pablo Vivanco SánchezSantiago Marugán Sánchez (18/12/12)                                                               | PP      |
| 2015-2019 | Francisco Roque Barroso | PSOE    |
| 2019-2023 | Francisco Roque Barroso (2019-Nov 2021)Lorena Díaz Arroyo (nov 2021-4 may 2022)Miguel Ángel Monterrubio Vázquez (4 may 2022-) | PSOE    |
| 2023-act. | Miguel Ángel Monterrubio Vázquez                                                                                              | PSOE    |

## Cultura

### Patrimonio
Arquitectura civil
El edificio del ayuntamiento fue construido en ladrillo visto en el siglo XX. Dispone de reloj sobre el alero de la fachada principal, y custodia un mural realizado por el artista local Ladislao Sastre y el artista foráneo Gregorio Ortigosa.
Destacan en la traza urbana el antiguo depósito de agua, realizado en ladrillo a mediados del siglo XX. También el encerradero de ganado de Siete Fuentes y numerosas casas con entrada adintelada en granito, con inscripciones grabadas que datan de los siglos XVIII y XIX.
Iglesia de San Nicolás de Bari
La iglesia parroquial de San Nicolás de Bari es un edificio de traza renacentista, con planta basilical y compuesto de tres naves y ábside, junto al que se adosa una pequeña sacristía; a los pies de la nave principal se sitúa la espadaña.
El retablo del altar mayor también es obra renacentista, compuesto de tres calles, en las que se distribuyen seis pinturas en lienzo y varias imágenes de bulto, destacando la del santo titular, o el Calvario en la zona superior. Otras piezas artísticas de la iglesia son una imagen de la Virgen del Rosario, de estilo renacentista, un lienzo de la Virgen del Pez (copia de la que Rafael Sanzio realizó para el monasterio de San Doménico de Nápoles) o un lienzo de la Virgen de la Salud, de autor desconocido y correspondiente al siglo XVIII. Completa el conjunto un órgano barroco, construido en 1763 por Juan de Inés y Ortega, maestro organero natural de Marugán, donde tenía su taller, aprendiendo el oficio de su tío, Francisco Ortega Pérez.
Ermita de Siete Fuentes y otros restos
Pequeño edificio rematado al pie con una espadaña. Su entrada se encuentra protegida por un porche sustentado por dos columnas y con tejado a tres aguas, como ocurre en la iglesia parroquial. No está reconocida por la Diócesis de Segovia como lugar de culto católico.
Además, se localizan las ruinas de la ermita del despoblado de Bernuy de Montejo y, junto a ellas, los restos de la granja que perteneció a la Abadía de Santa María Real de Párraces, desamortizada en 1837 y en la actualidad en manos privadas.
Zonas naturales protegidas
El término municipal ocupa una parte importante de la Zona de Especial Protección para las Aves (ZEPA), denominada valles del Voltoya y Zorita, perteneciente a la Red Natura 2000. En esta zona se alternan cultivos agrícolas con pastizales, pinares, encinares y bosques de ribera. Tanto la cigüeña negra como el águila imperial ibérica, que habitan en estos parajes, son especies catalogadas en peligro de extinción.

### Fiestas, costumbres y tradiciones
Fiestas patronales: se realizan en honor de la Virgen de la Salud (Pascua de Pentecostés), fiestas de verano (primer fin de semana de agosto), fiesta de la Virgen del Rosario (primer domingo de octubre), antiguamente era organizada por su cofradía existente desde 1679  y fiestas en honor de San Nicolás de Bari (6 de diciembre). En estas  fiestas se realizan distintas actividades, como la paella popular, partidos de fútbol, partidos de pelota, toros, caldereta, juegos acuáticos en la piscina de la localidad para los más pequeños, fuegos artificiales, juegos infantiles y las típicas verbenas amenizadas con orquestas.
Semana Santa: en la que tiene lugar un Vía Crucis por las cruces de El Calvario hasta llegar al cementerio. Además, tiene lugar la procesión de El Santo Entierro, que en el municipio se conoce como La Carrera, en la que participan las imágenes de la Virgen Dolorosa, la Virgen de la Soledad y el Santo Cristo, con la peculiaridad de que todo el recorrido es iluminado por grandes hogueras.
Navidad: fiesta en la que el ayuntamiento entrega castañas a cada niño del municipio; además, tiene lugar la cabalgata de los Reyes Magos el 5 de enero, que finaliza en la iglesia parroquial, donde se realiza un belén viviente.
También se celebra el Corpus Christi, para el que se colocan altares en las calles por las que discurre la procesión. Otras fiestas, como la del día de Santa Águeda o los Carnavales, se siguen celebrando, aunque pasan por una etapa débil, en la que no se participa de la misma manera que antes. También se realizan las tradicionales matanzas.

### Gastronomía
La cocina tradicional de Marugán siempre ha estado unida a la cocina tradicional de la zona. Los platos estrella son el cordero lechal y el cochinillo asado, completados éstos por la variedad de productos obtenidos de la tradicional matanza. Otro de los platos que siempre ha estado presente en las mesas maruganesas ha sido el cocido segoviano, una variante éste, al igual que el madrileño, de la popular olla.
Con la intención de fomentar la gastronomía de la zona, se organizan distintas jornadas culinarias, dedicadas a alimentos como el arroz, el ciervo, las setas y otros productos característicos.

### Deporte
En Marugán, además de los deportes tradicionales como el tango (Chito), la calva o los bolos y que han quedado relegados a programaciones festivas o a encuentros provinciales de deportes autóctonos, se practican otros deportes.
Se celebran torneos de pelota a mano en el frontón municipal, así como una carrera popular, y en la actualidad se intenta recuperar por parte del ayuntamiento las competiciones de tiro al plato.
El municipio dispone de un campo de vuelo en ultraligeros, desde donde partió la Vuelta Ibérica 2007. Además, durante todo el año se realizan vuelos en paramotor, acogiendo en 2012 el Campeonato del Mundo WPC2012, así como el Campeonato del Mundo de Ultraligeros WMC2012. Otros deportes de aventura que pueden realizarse en el municipio son rutas en quad o en bicicleta de montaña, así como la equitación. Además, cuenta con Escuelas Deportivas de fútbol, escuela de pilotos, cursos de natación y gimnasia.
Las instalaciones deportivas del municipio se componen de aeródromo de tres pistas, pabellón polideportivo, piscinas, frontón, campos de fútbol y baloncesto, circuitos saludables con aparatos de gimnasia y un centro ecuestre, de carácter privado.